# Ramón Julián Puigblanqué
Ramón Julián Puigblanque (surnommé Ramonet, le petit Ramon en catalan, il mesure 1,59 m) est un grimpeur espagnol, né le 9 novembre 1981. Il est connu pour la réalisation de voies extrêmes en escalade libre et pour son palmarès en compétition d'escalade.
Le 8 mars 2003, il a fait la première ascension de la version complète de la voie La Rambla à Siurana, qu'il a cotée 9a+. Plusieurs fois répétées à partir de 2006, elle a été la deuxième voie confirmée à ce niveau.

## Palmarès

### Championnats du monde
- 2007 à Avilés,  Espagne
  -  Médaille d'or en difficulté
- 2011 à Arco,  Italie
  -  Médaille d'or en difficulté

### Coupe du monde
étapes de la coupe du monde :  
- 2001 : 8e
- 2002 : 10e
  - 15-11-2002, Kranj (SVN)
- 2003 : 2e
  - 03-10-2003, Aprica (ITA)
  - 11-10-2003, Prague (CZE)
  - 14-11-2003, Kranj (SVN)
- 2004 : 5e
- 2005 : 4e
  - 29-04-2005, Puurs (BEL)
  - 22-10-2005, Shanghai (CHN)
- 2006 : 5e
  - 05-08-2006, Singapour (SIN)
  - 29-07-2006, Qinghai (CHN)
- 2007 : 2e
  - 28-09-2007, Puurs (BEL)
- 2008 : 3e
  - 27-09-2008, Puurs (BEL)
- 2009 : 5e
- 2010 : Vainqueur
  - 13-07-2010, Chamonix (FRA)
  - 25-09-2010, Puurs (BEL)
  - 14-11-2010, Kranj (SVN)
- 2011 : 2e
  - 29-10-2011, Valence (FRA)
  - 27-11-2011, Barcelone (ESP)
- 2012 : current
  - 22-09-2012, Puurs (BEL)

### Championnats d'Europe
- 2010 à Innsbruck,  Autriche
  -  Médaille d'or en difficulté
- 2004 à Lecco,  Italie
  -  Médaille d'or en difficulté
- 2002 à Chamonix,  France
  -  Médaille de bronze en difficulté

### Rock Master d'Arco
- 1e place en 2005, 2006, 2007, 2009 et 2010.

### Victoires en compétition
- Internationaux de Serre Chevalier en juillet 2007

## Ascensions notables

### Après travail
| Nom                                 | Site                                 | Date             | Commentaires        |
| ----------------------------------- | ------------------------------------ | ---------------- | ------------------- |
| Nit de Bruixes                      | Margalef, Espagne                    | 2 juillet 2012   | Deuxième ascension  |
| Catxasa                             | Les Avellanes i Santa Linya, Espagne | juin 2012        | Deuxième ascension  |
| Demencia Senil                      | Margalef, Espagne                    | 13 octobre 2010  | Troisième ascension |
| Papichulo                           | Oliana, Espagne                      | 23 mars 2009     | Troisième ascension |
| Biographie                          | Montagne de Céüse, France            | 28 juillet 2008  | Sixième ascension   |
| La Rambla original                  | Siurana, Espagne                     | 8 mars 2003      | Ouverture           |
| Definicion de resistencia democrata | Terradets, Espagne                   | 20 novembre 2007 | Troisième ascension |
| Bi herri borroka bat                | Oliana, Espagne                      | mars 2014        | première ascension  |

| Nom                   | Site                      | Date              | Commentaires        |
| --------------------- | ------------------------- | ----------------- | ------------------- |
| Le Cadre              | Montagne de Céüse, France | 3 aout 2011       | Quatrième ascension |
| Duele la Realidad     | Oliana, Espagne           | 2 novembre 2011   | Ouverture           |
| Samfaina              | Margalef, Espagne         | 6 juillet 2010    | Deuxième ascension  |
| Era vella             | Margalef, Espagne         | 7 juin 2010       | Troisième ascension |
| Supernowa             | Vadiello Huesca, Espagne  | 13 septembre 2009 | Quatrième ascension |
| Los Inconformistas    | Rodellar, Espagne         | 11 septembre 2009 | Sixième ascension   |
| Fabelita              | Santa Linya, Espagne      | 9 décembre 2008   | Deuxième ascension  |
| Open your mind direct | Santa Linya, Espagne      | 8 décembre 2008   | Ouverture           |
| Fuck the system       | Santa Linya, Espagne      | 29 novembre 2008  | Sixième ascension   |
| Victimas Perez        | Margalef, Espagne         | 26 octobre 2008   | Ouverture           |
| Gancho perfecto       | Margalef, Espagne         | 5 juillet 2008    | Deuxième ascension  |
| Power inverter        | Oliana, Espagne           | mars 2014         | 3e ascension        |
| Pachamama             | Oliana, Espagne           | mars 2014         | [ 8 ]               |

### À vue
| Nom      | Site            | Date      | Commentaires |
| -------- | --------------- | --------- | ------------ |
| Fish Eye | Oliana, Espagne | mars 2014 | 8c           |